# Ronaldo de Carvalho
Ronaldo de Carvalho (* 16. Mai 1893 in Rio de Janeiro, Brasilien; † 15. Februar 1935 ebenda) war ein brasilianischer Lyriker und Diplomat. Bedeutend war er vor allem als einer der  ersten Mitherausgeber der legendären Literaturzeitschrift Orpheu.

## Leben
Carvalho wurde als Sohn des Schiffsbauingenieurs Artur Augusto de Carvalho geboren und entstammte dem brasilianischen Bürgertum. Seit seinem zwölften Lebensjahr schrieb er regelmäßig Gedichte. Der frühreife Junge besuchte in seiner regulären Schulzeit  von 1899 bis 1907 zunächst das Colegio Abilio in Rio de Janeiro, von 1907 bis 1912 studierte er an der Faculdade Livre de Ciencia Judicarias in Rio de Janeiro Rechtswissenschaften. 1913 setzte er seine Studien in Paris fort, wo er bis 1914 Soziologie und Philosophie studierte. Danach ging er in den Diplomatischen Dienst 1914 nach Lissabon, wo er Mitherausgeber von Orpheu wurde. Seine Literatur war durch Vorbilder wie Charles Baudelaire und Paul Verlaine geprägt, durch den Symbolismus.  und Parnassismus. Er war ein bedeutender Vertreter des Literarischen Modernismus in Brasilien.
1912 hatte er seinen ersten Gedichtband veröffentlicht. Er schrieb auch für diverse Zeitungen, so für A Epoca und Diario de Noticias. Ronald de Carvalho starb 1935 bei einem Autounfall. An der Copacabana in Rio de Janeiro ist eine Straße nach dem Dichter benannt. 

## Tätigkeit für Orpheu
Ronaldo de Carvalho war als Sub-Herausgeber von Orpheu für den brasilianischen Markt zuständig. In der ersten Ausgabe der Zeitschrift war er auch mit Gedichten vertreten und wurde dadurch in beiden Ländern bekannt.

## Werke (Auswahl)
- Luz Gloriosa, 1912, Lyrik.
- Poemas e sonetos, 1919, Lyrik.
- Pequena historia da literatura brasileira, 1919, literarische Studien.
- Epigramos ironicos e sentimentais, 1922, Epigramme.
- Espelho de Ariel, 1923, Lyrik.
- Toda a America, 1926, Lyrik.
- Estudos brasileiros, (1924–1931), 3 Bände, soziologische Studien.